# نووومیرهورود
شهر نووومیرهورود (به روسی: Новомиргород) در استان کیرووهراد در کشور اوکراین واقع شده‌است. جمعیت این شهر ۱۳٬۲۲۰ نفر  است.

## نگارخانه

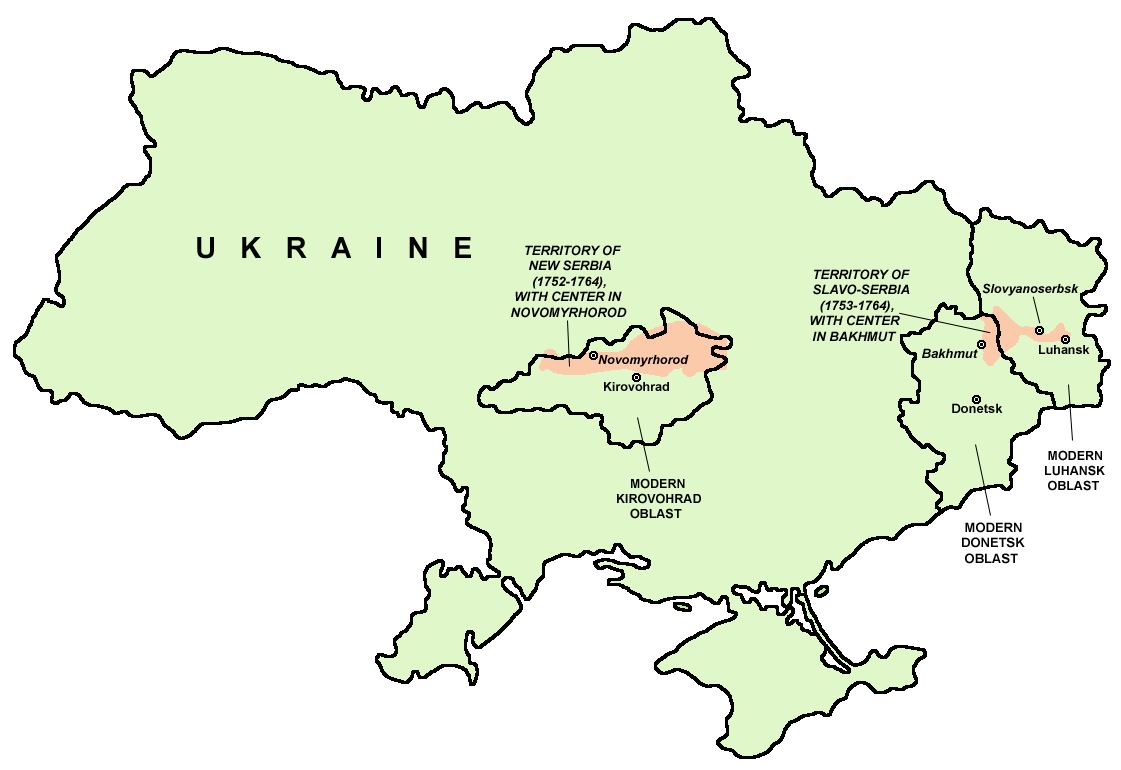
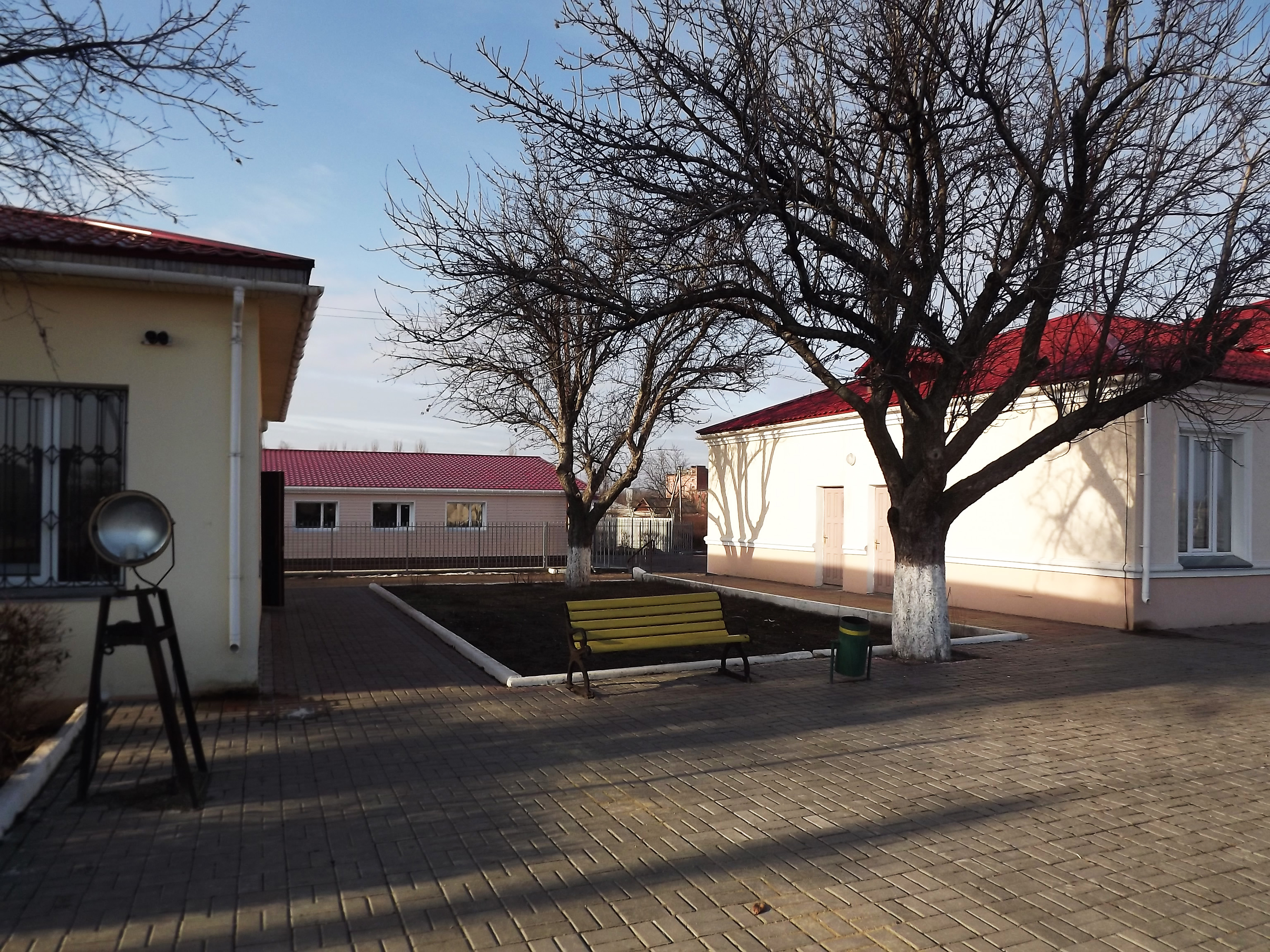
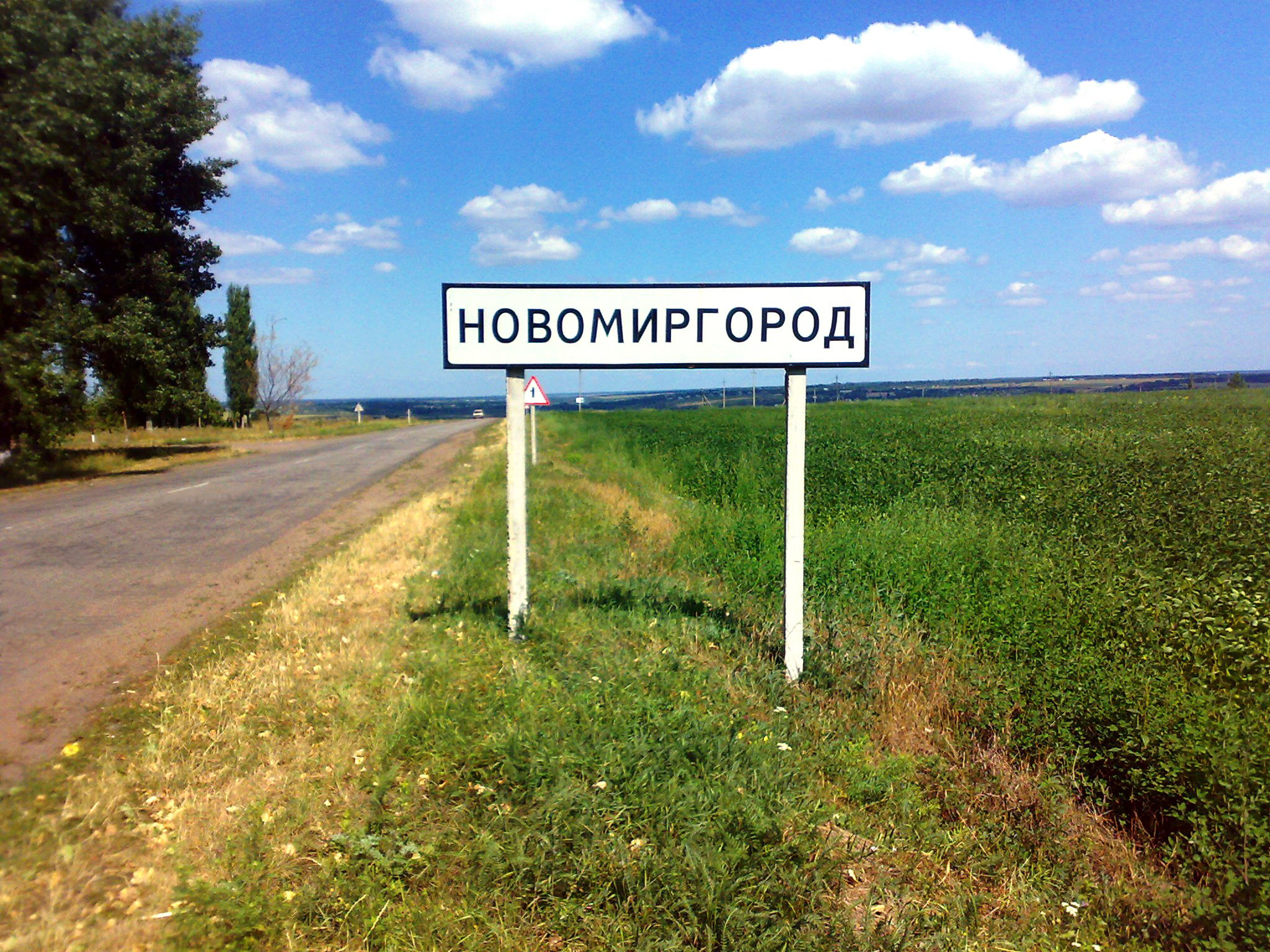